# Poslovno potovanje
Poslovno potovanje je povratno potovanje, zaradi službenih potreb delovne organizacije. 
Globalizacija je v današnjih časih vse večji svetovni trend, katere namen je, da gospodarstvo postane brez meja in medsebojno povezano. Podjetja niso več vezana na domače meje in lahko vodijo kakršnekoli poslovne aktivnosti okoli vsega sveta, zato je povsem običajno, da so poslovna potovanja v porastu. 
Razlogi za poslovna potovanja:
- Strokovni razvoj in udeležba na kongresih
- Trženje ali spodbujanje novega ali obstoječega izdelka
- Obisk mesta projekta z namenom evalvacije
- Krepitev odnosa s strankami
- Krepitev zvestobe zaposlenih do podjetja
- Oblikovanje novih partnerstev
- Mreženje
- Prepoznavanje trendov in novih trgov
- Sestanki na drugih lokacijah podjetja
- Obiski strank, dobaviteljev ali partnerjev
- Obiskovanje konferenc in sejmov

Ljudje, ki potujejo zaradi poslovnih razlogov, so uvrščeni v skupino turistov glede na Svetovno turistično organizacijo (UNTWO). V akademski literaturi pa sta delo in turizem obravnavana kot dve raznoliki in kontradiktorni področji življenja. Svetovna turistična organizacija turiste definira kot porabnike, raje kot proizvajalce. Skozi leta poslovna potovanja naraščajo in predstavljajo kar 14% mednarodnega turističnega trga (World Tourism Organization UNTWO, 2014). V študiji je Uriely predstavil tipologijo popotnikov, ki združujejo delo in prosti čas. Deljeno na motivacijo za potovanje čez spektrum dela na enem koncu in turizma na drugem, je opredelil 4 tipe: potujoče strokovne delavce, migrantske turiste, neinstitucionalizirane delovne turiste in turiste, ki na potovanjih opravljajo svoje delo. Naraščajoče število ljudi, ki se udeležujejo poslovnih potovanj, bi lahko pojasnili s potrebo po interakcijah v živo, ki so izrednega pomena za poslovno aktivnost, kljub višji uporabi informacijsko-komunikacijskih tehnologij kot so email, WhatsApp, Skype, Facebook in druge platforme. Komunikacija v živo je izrednega pomena za poslovni uspeh in je pomembna za reševanje konfliktov, pogajanje pogodb, ukvarjanje s tekočimi sporazumi in za razvijanje pozitivnega, uspešnega in interaktivnega razmerja.
Prevalenca poslovnih potovanj je pri moškem spolu, z višjo izobrazbo, višjim prihodkom in z več delovnimi izkušnjami. Torej so poslovna potovanja povezana s članstvom v priviligirani socialni kategoriji. Poslovne potnike povezujemo tudi s pripravljenostjo, da plačajo več, kot so povprečne cene za prevoz in nastanitev, ker so nefleksibilni v izbiri datumov.
Kritičen pregled literature, ki se navezuje na poslovna potovanja je pokazal, da “hipermobilnost“ poslovnih potnikov vključuje pozitivne posledice, kot so: kozmopolitanska identiteta, razširjeno razumevanje kulturnih razlik, povečanje odprtosti mišljenja in okrepljen profesionalni status. Kljub temu pa avtorji trdijo, da je ”hipermobilnost” preveč glamurizirana in poudarjajo psihološke, čustvene in socialne stroške, ki jih prinesejo pogosta poslovna potovanja, kot temno stran hipermobilnosti. Pomembna je tudi subjektivna izkušnja potovanj, kot so občutki dezorientacije, osamljenosti in izolacije, kot tudi socialni stroški na račun prijateljstva in na ravni skupnosti. Težave in stroški, ki se pojavljajo pri službenih potovanjih, so službeni pogoji, organizacija dela in potnikovo zdravje. Študije predvidevajo, da naj bi pogosta službena potovanja lahko vodila do fizičnega in emocionalnega distresa, zaradi različnih razlogov, kot so odsotnost od doma, nestabilni ciklus spanja in prehranjevalne navade, srečanje z drugimi kulturami in izpostavljenost okužbam. Številne študije so poskušale identificirati in izmeriti faktorje stresa v različnih fazah poslovne poti.

## Stres na poslovnih potovanjih
Študija De Frank idr.je predstavila trojno tipologijo stresa:
1. Pre-potovalni stres, ki izvira iz pričakovanja odsotnosti od doma in potrebo po obvladovanju dela, družine in potovalnih ureditev
2. Med-potovalni stres, ki se povezuje z različnimi faktorji, kot so vrste na letališčih, nepričakovane zamude, dolgi leti, sprememba časovnih pasov, potreba po komuniciji v tujem jeziku in skrb glede družinskih članov, ki so jih pustili doma
3. Po-potovalni stres, ki ga spodbuja potreba po zapiranju vrzeli nakopičenega dela v pisarni in občutek krivde glede družinskih članov

Stopnja stresa je v različnih fazah različno visoka. Stresor s strani družine se največkrat pojavlja v času odhoda in prihoda, zaradi pre-potovalne priprave in nezmožnosti potnika, da preživi čas z družino zaradi velike količine službenega dela in upoštevanja urnika. Temu sledijo konfliktne potrebe, ki jih ima utrujeni in preobremenjeni potnik in družinske potrebe po končanem potovanju. Te potrebe vključujejo otrokove aktivnosti, šport, delo na vrtu in gospodinjska dela. Bolje kot se potnik lahko prilagaja različnim kulturam in se drži ustaljenega načina poslovanja, manj stresa bo med potovanjem doživljal. Bolj odprto miselni potniki bodo namreč bolj samozavestni v njihovi sposobnosti interpretiranja neznanih kulturnih razmer in komuniciranja na njihov način. 
Med poslovno potovalno fazo je stres stopnja, ki obstaja med osebo in okoljem. Stres je nekaj, kar izhaja iz zaznavanja mednarodnega poslovnega potnika glede potrebnega ravnovesja med pričakovanji in povpraševanjem glede delovne uspešnosti ter sposobnostjo potnika, da se odziva na zahteve, ki že obstajajo v organizaciji in osebni družini. Stres se lahko pojavi, če organizacija ne zagotavlja ustreznih načinov za pomoč in izpolnjevanje potreb poslovnega potnika, ali osebne sposobnosti potnika ne izpolnjujejo potrebnih zahtev in povzročijo napako ter frustracije.
Westman predpostavlja podobne vire stresa, ampak ponuja model štirih, vključujoč fazo planiranja poti, fazo potovanja, fazo bivanja na destinaciji in fazo vračanja domov. Stopnja stresa naj bi bila najvišja pred potjo in naj bi se nižala skozi sledeče faze. 

## Poslovna potovanja in družina
Zaradi zahtev, da zapustijo družino in pisarno se poslovni potniki soočajo z vzdrževanjem družinske odgovornosti in povezanosti z njihovimi otroki. Te težave lahko povzročajo stres, obremenitev in konflikt med službenimi in družinskimi potrebami.
Konflikt med delom in družino je dvosmeren. Razlikujemo lahko med dvema vrstama konfliktov: (1) Situacije, v kateri pritiski dela ovirajo delovanje doma; in (2) konflikt družinskega dela, ki se nanaša na pritiske doma, ki motijo delo na delovnem mestu. Konflikt med delom in družino mediira razmerje med konfliktom dela in družinskim konfliktom skozi zadovoljstvo z življenjem. Natančneje, konflikt na delovnih in družinskih področjih vodi do višjih ravni konflikta med delom in družino, ta pa se nanaša na nižje zadovoljstvo z življenjem.
Delavci z večjimi pričakovanji za delo in delavci, ki so imeli večje število družinskih vlog (zakonec in / ali starš), so poročali o večjemu konfliktu med družino in delom. Ta konflikt proizvaja višje stopnje nezadovoljstva pri delu, več fizičnih zdravstvenih težav in več izgorelosti. Poslovno potovanje je prav tako bolj stresno za tiste vodstvene delavce, ki so poročeni in imajo mlade družine. Skoraj 75 odstotkov poročenih potnikov poroča, da je težko biti dlje od doma, v primerjavi s samo 50 odstotki njihovih ne-poročenih kolegov.
Socialna podpora zagotavlja veliko pomoč za zmanjšanje posameznih stresnih in družinskih konfliktov. Konflikt med družino in delom mediira razmerje med pričakovanji pri delu, konfliktom v delovnem okolju, vključitvijo zaposlenih in vključitvijo družine, da bi tako ohranili kakovost dela in kakovost družinskega življenja. Natančneje, posamezniki, ki so poročali o višjih pričakovanjih pri delu, večjem delovnem konfliktu in večji vključenosti na področju zaposlitve in družine, so imeli večji konflikt med delom in družino. Konflikt dela in družine napoveduje zmanjšano raven kakovosti delovnega življenja in kakovosti družinskega življenja. Socialna podpora lahko zmanjša obremenitve službenih potovanj in konflikte s strani družinskih dejavnikov. Posamezniki, ki so zaznali vlogo stresorjev in časovnih zahtev v svojem okolju, so bili podprti na delovnem področju, pa tudi s strani družinskih članov. Zato je lahko socialna podpora pomemben mehanizem spopadanja, ki ga je treba uporabiti za reševanje napetosti in konfliktov med delom in družino ter njenim vplivom na zaznane stresorje. Ta vidik kaže, da posamezniki razvijajo močne socialne podporne vire in omrežja tako na delovnem mestu kot doma. Ta povezava bo imela funkcijo, da zaposleni dojemajo nižji stres iz družinskega in delovnega življenja. Socialna podpora s strani družine, organizacije in prijateljev zagotavlja ne le koristno funkcijo za zmanjšanje dejanskih stresov in vsakršnega konflikta med delom in družino, koristi tudi obema stranema za vzpostavitev odnosa in zavezanosti.

## Kaj počnejo poslovni potniki na poti
Namen potovanja bi lahko opredelili kot doseganje destinacije, čas potovanja pa bi označili kot prazen, neproduktiven čas. V primeru poslovnih potovanj je potovalni čas dejansko “produktiven“, tako z vidika potnika kot z vidika delodajalca. 
V današnjih časih se je raziskovanje usmerilo v preučevanje, kako se lahko postanki, kot so železniški oddelki, avtomobili in letališča, spremenijo v delovna mesta in kako se razvijajo inovativne oblike mobilnega dela, pogosto tesno povezane z novimi informacijskimi in komunikacijskimi tehnologijami. Poslovni potniki pogosto iščejo načine za produktivno uporabo potovalnega časa. Vlaki, letala, železniške postaje, letališča, hoteli, kavarne in druga mesta, kjer potniki bivajo (ali prehajajo), postajajo vedno bolj zasnovani in opremljeni kot delovna mesta, predvsem za komercialno pisarniško delo.
Ugotovitve, o katerih so poročali Holley idr. iz Velike Britanije, nakazujejo, da med 50 in 60 odstotkov poslovnih potnikov dela ali se izobražuje del svojega časa potovanja. Vendar pa se možnost uporabe časa potovanja kot delovnega časa lahko razlikuje med različnimi prevoznimi sredstvi. Lyons in Urry poročata, da potovanja z vlakom omogočajo bolj produktivno uporabo potovalnega časa kot druge oblike potovanja, zaradi nizke ravni stresa in redkejših prekinitev dela. V kolikšni meri poslovni potniki delajo med potjo, je odvisno tudi od praktičnih okoliščin, kot so gneča, razpoložljivi prostor za postavitev prenosnega računalnika, možnosti uporabe tehničnih naprav, motenj hrupa, nezadostne osvetlitve itd. 
Pri potovanju z avtomobilom vožnja omejuje priložnosti za druge dejavnosti, edina izjema je telefoniranje (v državah, kjer je to dovoljeno). Za razliko od vlakov, avtobusov in letal, je avto "zasebno" prevozno sredstvo. Ponuja ne samo zasebnosti za telefonsko komunikacijo, temveč tudi zasebni prostor, ki ga nekateri pogosti potniki spreminjajo v bolj ali manj prilagojene "mobilne pisarne".
Raziskava Gustafson je ugotovila, da večina poslovnih potnikov preživi potovalni čas tako, da dela. Za nekatere se delo ni veliko razlikovalo od dela, ki ga opravljajo v njihovem normalnem delovnem okolu – mobilni delavci. Drugi pa so med potovanjem opravljali druge, z delom povezane naloge, kot so pripravljanje sestankov, odgovarjanje na e-poštna sporočila ali branje z delom povezanih vsebin. Nekateri med potjo niso delali, temveč so poslušali glasbo, brali knjige, reševali križanke ali spali. Te aktivnosti so prakticirali tudi drugi, le v nekoliko manjši meri. Razlogi, zakaj nekateri delajo več, drugi pa manj, so različni. Nekaterim se zdijo delovni pogoji na poti preveč neudobni ali neučinkoviti, drugi so bili mnenja, da so že dovolj delali in je potovalni čas namenjen počitku. Koliko potovalnega časa so potniki namenili delu, se je razlikovalo tudi glede na sredstvo prevoza. Nekateri potniki so se pritoževali, da pot z letalom ni udobna za delo z računalnikom, veliko časa pa jim vzame tudi vkrcanje in izkrcanje. Negativna mnenja so bila bolj usmerjena na krajše kot daljše polete, saj imajo daljši poleti udobnejšo namestitev. Tisti potniki, ki so večinoma potovali z vlakom, cenijo delovne pogoje. Redki potniki so uporabljali avtomobile, čeprav jim je njihov avtomobil dajal občutek zasebnosti, so večkrat potniki, ki so potovali z avtom, ocenili pot kot delo, v primerjavi s tistimi, ki so uporabili vlak ali letalo. 